# Anna Jacobson
Anna Jacobson (* 10. Januar 1888 in Lüneburg; † 26. Juni 1972 in der Schweiz) war eine US-amerikanische Germanistin deutscher Herkunft.

## Leben und Werk
Jacobson war die Tochter von Arnold Jacobson und seiner Frau Clara, geborene Heinemann, sowie eine Cousine des Philosophen Fritz Heinemann. 1908 erreichte sie ihren Abschluss an der Universität Nancy. Ihren Doktor erhielt sie 1918 von der Universität Bonn.
1922 emigrierte Jacobson in die USA und nahm 1937 die amerikanische Staatsbürgerschaft an. Seit 1924 lehrte sie deutsche Literatur am Hunter College in New York City. 1927 wurde sie dort zum Assistant Professor und 1934 zum Associate Professor ernannt. Eine Vollprofessur erhielt sie im Jahr 1950. Von 1947 bis zu ihrer Emeritierung 1956 leitete sie die Germanistische Fakultät des Colleges. Jacobson veröffentlichte Bücher und Artikel über Hermann Hesse, Franz Werfel, Heinrich Heine, Richard Wagner, Charles Kingsley und Walt Whitman. Ihr besonderes Interesse galt Thomas Mann, für dessen Werk sie sich als Expertin profilieren konnte.
Während der Zeit des Nationalsozialismus, als zunehmend in Frage gestellt wurde, ob die „Sprache Hitlers“ weiterhin an einem College gelehrt werden sollte, wo vor allem Jüdinnen ihre akademische Ausbildung erhielten, verteidigte Jacobson ihre Disziplin, hob die Bedeutung von deutscher Literatur und Sprache hervor und grenzte sie vom nationalsozialistischen Regime ab. Als amtierende Dekanin der Fakultät gelang es ihr 1941/1942, deren drohende Schließung abzuwenden. Anschließend wirkte sie entscheidend dabei mit, die Germanistik in neue akademische Angebote am Hunter College einzubinden, so in einen Kurs zur Weltliteratur, der ab Herbst 1943 angeboten wurde. In dieser Zeit engagierte Jacobson sich auch in der National Conference of Christians and Jews und organisierte die Sammlung von Spenden zur Unterstützung jüdischer Flüchtlinge aus Deutschland.
Jacobson war daran gelegen, das Studium der Literatur aus dem akademischen „Elfenbeinturm“ herauszuführen und für breitere Schichten der Gesellschaft zu öffnen. Zu diesem Zweck hielt sie zahlreiche Vorträge außerhalb der Universität, unter anderem vor Frauenklubs und für die Voice of America im Radio. Besonders in den 1940er-Jahren organisierte sie eine Reihe wichtiger Veranstaltungen am Hunter College, die deutschen Schriftstellern gewidmet waren, darunter vier Vorlesungen von Thomas Mann, ein Gedenkkonzert zum 150. Geburtstag von Heinrich Heine im Jahr 1947 und eine Ausstellung zu Johann Wolfgang von Goethe anlässlich seines 200. Geburtstages im Jahr 1949.
Nach ihrer Emeritierung im Jahr 1956 zog Jacobson in die Schweiz, wo sie 1972 starb. Im Jahr 2005 veröffentlichte der Verlag Vittorio Klostermann den Briefwechsel Jacobsons mit Thomas und Katia Mann.

## Veröffentlichungen (Auswahl)
- Charles Kingsleys Beziehungen zu Deutschland. Carl Winter, Heidelberg 1917.
- Nachklänge Richard Wagners im Roman. Carl Winter, Heidelberg 1932.